# Oberes Würmtal nördlich Hildrizhausen samt dem Talbecken um Mauren zwischen Holzgerlingen und Ehningen
Das Landschaftsschutzgebiet Oberes Würmtal nördlich Hildrizhausen samt dem Talbecken um Mauren zwischen Holzgerlingen und Ehningen ist ein mit Verordnung der Unteren Naturschutzbehörde beim Landratsamt Böblingen vom 10. Oktober 1974 ausgewiesenes Landschaftsschutzgebiet (LSG-Nummer 1.15.066).

## Lage und Beschreibung
Im Landschaftsschutzgebiet liegt das Naturdenkmal Maurener See.

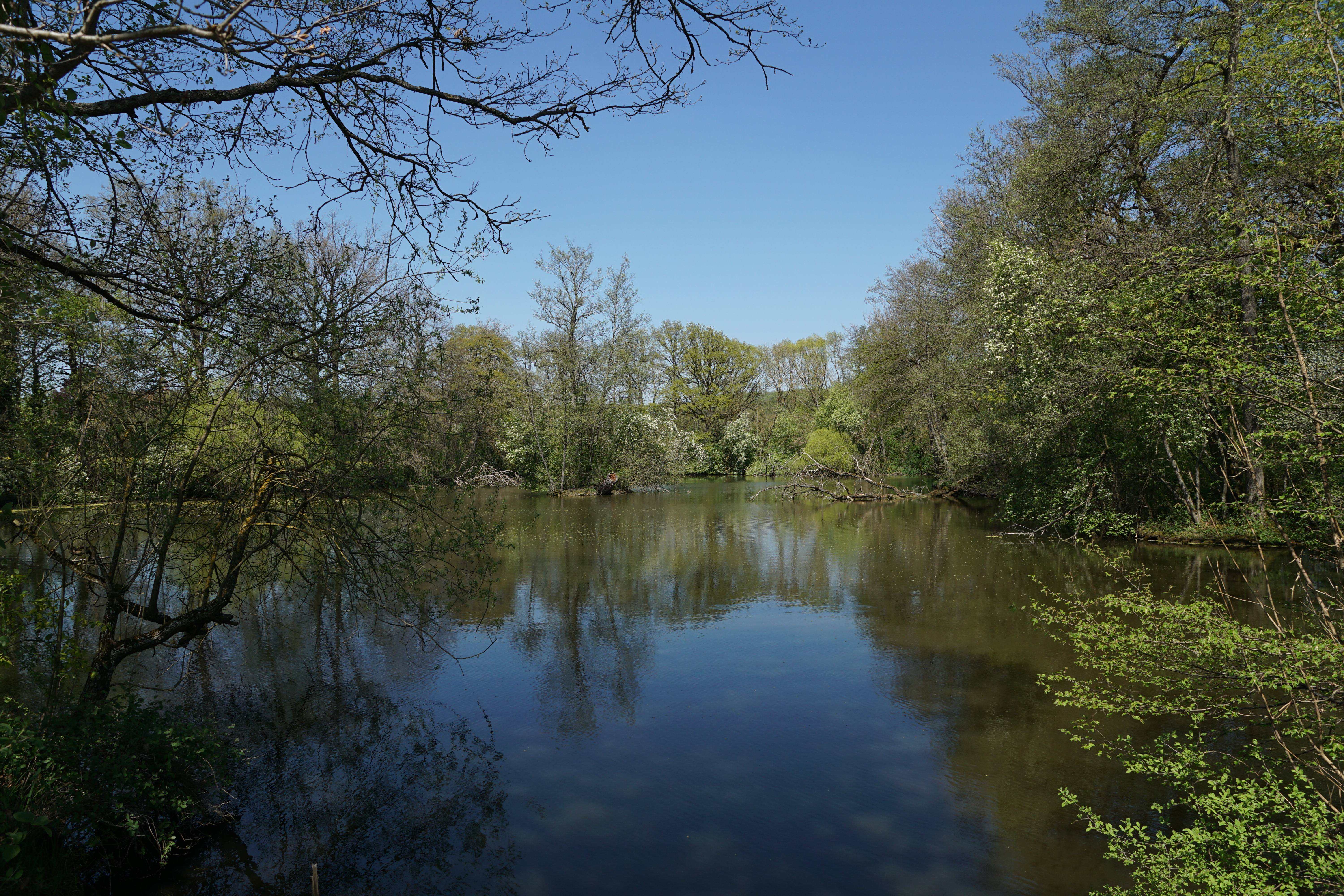
Maurener See

Das Schutzgebiet entstand durch Sammelverordnung des Landratsamts Böblingen vom 10. Oktober 1974, die mehrere Schutzgebiete umfasste. Mit dem Inkrafttreten dieser Verordnung trat die Verordnung des Landratsamts Böblingen vom 30. Dezember 1959 über den Schutz von Landschaftsteilen im Kreisgebiet außer Kraft.
Laut Schutzgebietssteckbrief handelt es sich um eine weiträumige Wiesentallandschaft der Würm und des Glemsbaches.
Das 195.5 Hektar große Landschaftsschutzgebiet liegt östlich von Holzgerlingen. Es gehört zu den Naturräumen Schönbuch und Glemswald und Obere Gäue.

## Schutzzweck
Wesentlicher Schutzzweck ist die Erhaltung der Wiesentallandschaft der Würm. Die charakteristischen Landschaftsteile sollen für die Erholungsnutzung gesichert werden und das Gebiet soll vor weiterer Zersiedlung geschützt werden.